# Línea 79 de TMB
La línea 79 fue una línea regular de autobús urbano de la ciudad de Barcelona, gestionada por la empresa TMB. Fue descontinuada el 25 de mayo del 2025 con la creación de la línia X3. Hace su recorrido entre la plaza de España y la estación de Avinguda Carrilet, en Hospitalet de Llobregat, con una frecuencia en hora punta de 14-16min.

## Otros datos
| Prestación                   | Disponibilidad en la línea |
| ---------------------------- | -------------------------- |
| Adaptada a                   | Sí                         |
| TMB iBus (tiempo de espera ) | Sí                         |
| Pantallas informativas       | Sí                         |
| Línea de tránsito rápido     | No                         |
| Circula en días festivos     | Sí                         |